# Webuye
Webuye es una localidad de Kenia, con estatus de municipio, perteneciente al condado de Bungoma.

## Demografía
Su censo de 1999 era de 19.600 personas. 

## Clima
Tiene un clima tropical.

## Economía local
Está en la ruta a Uganda y cuenta con la fábrica de papel más importante del país. Además son importantes sus industrias química y azucarera. Gran parte de sus terrenos se usan en la agricultura de subsistencia.